# Termodifuziune
Termodifuziunea este un fenomen observat atunci când un amestec de substanțe e supus unui gradient de temperatură. Constă în dezvoltarea unui gradient de concentrație într-un amestec de gaze diferite, datorită apariției în masa lui a unui gradient de temperatură Zona mai caldă concentrează componentul mai ușor iar cea rece pe cel mai greu. Termenul de "efect Sorét" (sau Ludwig-Sorét) se referă doar la fenomenul observat în lichide cum ar fi solutiile ionice de halogenuri alcaline.

## Istoric
Fenomenul a fost observat la amestecuri gazoase de John Tindall (1870), iar la amestecuri lichide de Charles Soret (1879).

## Fundamente
Descrierea cantitativă se face prin raportul de termodifuziune KT care e un factor de proportionalitate dintre gradientul fracției molare și cel al temperaturii. Fluxul molar datorat termodifuziunii e egal si de semn contrar celui prin difuzie ordinară fiind proportional cu gradientul temperaturii.
{\displaystyle \nabla y_{i}={\frac {\rho }{C^{2}M_{A}M_{B}}}\cdot {\frac {D_{T}i}{D_{i}}}{\frac {\nabla T}{T}}}

## Aplicații
Fenomenul este folosit la separarea amestecurilor de izotopi ai diferitelor elemente chimice. Fenomenul de termodifuziune stă la baza metodelor  de separare a gazelor (prin termodifuzie)